# Валле-дю-О-Сен-Лоран
Валле́-дю-О-Сен-Лора́н (или Сюруа, фр. Vallée-du-Haut-Saint-Laurent, Suroît) — одна из трёх областей, составляющих территорию Монтережи. Организована на тех же основаниях, что и административные области Квебека и является, таким образом, независимой в своей областной компетенции.

## Состав области
Область состоит из пяти графств:
- Боарнуа-Салаберри
- Верховье Святого Лаврентия
- Ле-Жарден-де-Нейпирвилл
- Руссильон
- Водрёй-Суланж